# Tante Soesa (typetje)
Tante Soesa is een typetje vertolkt door Daphny Muriloff.

## Presentatie
Tussen 1997 en 2001 was Soesa geregeld te zien als presentatrice bij televisiezender Fox Kids. Soms met mede-presentatrice Anatevka Bos, maar ook regelmatig solo. Bij reportages op locatie in onder andere Six Flags Holland was de altijd vrolijke tante aanwezig bij de Pokémon Trading Card Liga, waarbij fans van de populaire televisieserie Pokémon tot één konden komen om ruilkaarten te ruilen. Ook werden de Fox Kids Soccer Camps jaarlijks met haar gehouden, waarbij Fox Kids-kijkers naast een aantal nachtjes logeren eens flink aan het voetballen konden. Ook was Soesa samen met Anatevka presentator bij het internationale Fox Kids Planet Live, een jaarlijks popconcert uitgezonden op Fox Kids-zenders verspreidt door heel Europa. De presentatrice stond bekend om haar scherpe en soms ietwat 'over de top' opmerkingen.

## Televisieseries
In 1997 begon televisiezender Fox Kids. Naast televisieseries als Big Bad BeetleBorgs, Power Rangers in Space en Sweet Valley High en tekenfilmseries als Troetelbeertjes, Dennis de Bengel, Beverly Hills Teens en Inspector Gadget was er ook ruimte voor studioprogramma's. Naast ochtendgymnastiek met Berco in Wacky Wake-Up, het gedoe van Timon in Power Rock en Michelle en Wouter in Fox Kids Planet was Soesa te zien in het dagelijkse Tante Soesa & Sassefras. Samen met pop-met-frietjes-haar Sassefras en Sebbe de knuffelbeer vloog zij op bed Bob over heel Nederland. In de uitzending beantwoordt het duo vragen van kijkers die zij in brieven toegestuurd kregen. Waar post van Bassie en Adriaan vroeger via de TROS verzonden werd, gaat tegenwoordig de post voor Tante Soesa en Sassefras via Fox Kids. Ook was Soesa weleens te zien in een televisiefilm.
In 1999 had Tante Soesa een grote bijrol in De Club van Sinterklaas. Hierbij stond zij de Wegwijspiet en Chefpiet bij: de database van de Computerpiet was gecrashed waardoor wegenkaarten verloren waren gegaan. Aan Wegwijs en Chef werd de taak toevertrouwd om de wegen en daken opnieuw te documenteren. Natuurlijk kwam het vliegende bed Bob hierbij uitstekend van pas. Ook was er voor Sassefras een klein rolletje weggelegd in de serie: samen met Soesa neemt hij enkele Sinterklaasliederen op voor de Chocolade-CD van Chefpiet en Wegwijspiet, de voorgangers van Coole Piet.

## Soesa Hier
Na het abrupte einde van Tante Soesa & Sassefras reisde Soesa nog een tijdje het land door met de show Soesa Hier.

## Vertolkster
De rol van Soesa werd vertolkt door Daphny Muriloff. In jaren 90 was "de Buurvrouw" actief als uitvoerend producente bij Telekids van Carlo Boszhard en Irene Moors. Muriloff kon haar lach vaak niet inhouden tijdens grappen van het presentatieduo, waardoor de producente na verloop van tijd bijnaam "de Buurvrouw" meekreeg om de schatering bij het zowel aanwezige als kijkende publiek te verklaren. Ook was Daphny actief in productie bij De Club van Sinterklaas en was haar bedrijf Made By Muriloff verantwoordelijk voor vele televisieprogramma's van televisiezender Fox Kids, waar zij tevens tussen 1997 en 2001 ook programmadirecteur was. Ook was zij in 2006 verantwoordelijk voor de film Sinterklaas & Pakjesboot 13. In datzelfde jaar werkte zij ook mee aan theatershow Winx Club: On Tour, gebaseerd op de gelijknamige tekenfilmserie.